# Taebaek
Taebaek est une ville de Corée du Sud dans la province du Gangwon. Elle est située au cœur de la chaine des monts Taebaek. Les deux principaux fleuves du pays, le Han du Sud et le Nakdong y prennent leur source, ce dernier au milieu de la ville. C'était une ville minière produisant du charbon.
Les symboles de la ville sont l'if pour l'arbre, la pie pour l'oiseau et le magnolia pour la fleur.

## Histoire
Pendant la période des trois Hans et jusqu'en l'an 102, la région faisait partie de Siljik de Jinhan. Elle fait ensuite partie du royaume de Silla avant de basculer dans le royaume de Goguryeo au Ve siècle et de retourner au royaume de Silla en 505 pour en partager définitivement sa destinée.
La ville de Taebaek a été créée en 1981 par la fusion de deux cités du district de Samcheok : Jangseong-eup et Hwangji-eup. Le territoire de la ville est ensuite agrandie le 26 décembre 1994 par l'ajout de quatre villages de la commune de Hajang (district de Samcheok). Le découpage actuel ainsi que le nom des quartiers datent de la réorganisation interne du 10 septembre 1998.

## Géographie

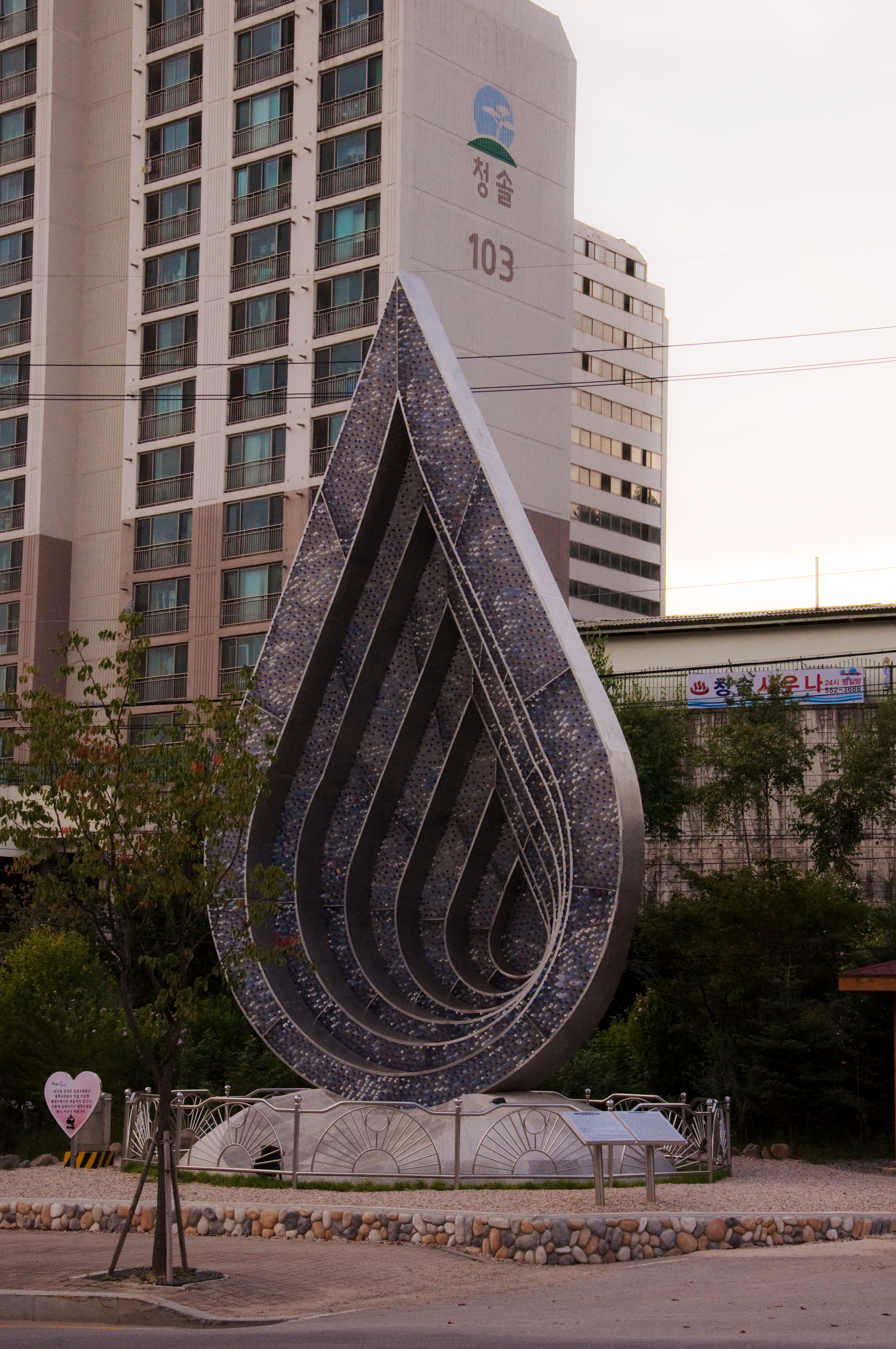
Le monument à la sécheresse, réalisé avec des bouteilles d'eau

Taebaek est frontalière avec la ville portuaire de Samcheok et les districts de Jeongseon et de Yeongwol de la province du Gangwon ainsi qu'avec le district de Bonghwa du Gyeongsang du Nord. Située à 650 m d'altitude, c'est la ville (si) la plus haute du pays et elle est entourée de montagnes. La plus célèbre est le mont Taebaek (1567 m). Les autres montagnes principales sont le mont Hambaek (1573 m) qui possédait de nombreux ermitages (Bonjekam, Simjeokam, Myojeokam et Unjeokam) actuellement détruits, le Geumdaebong (1418 m), le mont Maebong (1330 m), le mont Baekbyeong (1259 m), le mont Yeonhwa (1170 m) et le mont Daedeok (1037 m), une montagne classée en tant qu'écosystème protégé et qui abrite des faucons, des aigles, des écureuils volants et des martres de l'Amour.
La région de Taebaek est une des rares zones du pays où le sol est constitué de calcaire. Cela implique la formation de grottes et de structures karstiques mais aussi une mauvaise répartition de l'eau, défavorable à la riziculture. En conséquence, c'est plutôt l'élevage qui a été développé, surtout pendant la colonisation japonaise, avec la construction de fermes de montagne isolées qui contrastent avec l'habitat groupé traditionnel des villages coréens.
Avec le district voisin de Jeongseon, c'était le grand centre de production de charbon de la Corée du Sud. La mine locale a été fondée en 1935 pendant la colonisation japonaise. Son charbon jouait un rôle important dans l'économie coréenne dans les années 1960 et 1970. Depuis remplacé par d'autres sources d'énergie, la région a dû essayer de se reconvertir.
Taebaek perd actuellement des habitants, passant de 56 193 hab en 2001 à 50 913 hab au 1er janvier 2011. Taebaek est composée de 8 quartiers (dong) : Sangjang-dong (상장동, 15 210 hab.), Samsu-dong (삼수동, 7446 hab.), Hwangji-dong (황지동, 7067 hab.), Hwangyeon-dong (황연동, 5968 hab.), Jangseong-dong (장성동, 4271 hab.), Mungoksodo-dong (문곡소도동, 3946 hab.), Gumunso-dong (구문소동, 3712 hab.) et Cheolam-dong (철암동, 3293 hab.).
Juste au-dessus du centre-ville, au sommet d'une montagne à 1400 mètres d'altitude, la station de ski O2 a été créée. Conçue pour les familles, toutes les pistes démarrent et finissent au même endroit. Elle compte 16 pistes et 5 remontées mécaniques,.

## Climat
Taebaek jouit d'un climat continental humide (Dwb) avec des hivers secs et froids et des étés nettement marqués par la mousson. À cause de sa localisation en altitude, les températures sont nettement plus fraiches (plus de 4 degrés) que dans la proche ville côtière de Gangneung, en particulier la nuit.
| Mois                                             | jan.       | fév.       | mars       | avril     | mai       | juin     | jui.      | août      | sep.      | oct.      | nov.       | déc.       | année      |
| ------------------------------------------------ | ---------- | ---------- | ---------- | --------- | --------- | -------- | --------- | --------- | --------- | --------- | ---------- | ---------- | ---------- |
| Température minimale moyenne (°C)                | −9,6       | −7,8       | −2,9       | 2,9       | 8,4       | 12,9     | 17,7      | 17,7      | 11,7      | 5         | −0,9       | −7,1       | 4          |
| Température moyenne (°C)                         | −4,7       | −2,5       | 2,4        | 8,9       | 14,5      | 18,1     | 21,4      | 21,3      | 16,2      | 10,5      | 4,2        | −2,3       | 9          |
| Température maximale moyenne (°C)                | 0,7        | 3,1        | 7,9        | 15,1      | 20,8      | 24       | 25,9      | 26        | 21,5      | 16,8      | 9,9        | 3          | 14,6       |
| Record de froid (°C) date du record              | −21,7 2013 | −20,3 2013 | −16,8 1992 | −8,2 1996 | −2,1 1994 | 0,5 2010 | 5,6 1988  | 8,3 1993  | 1 2010    | −7,1 1986 | −15,2 1987 | −18,5 1994 | −21,7 2013 |
| Record de chaleur (°C) date du record            | 12,2 2020  | 20,1 1993  | 21,6 2014  | 29,7 2005 | 32,6 2014 | 35 2005  | 35,7 2018 | 35,6 2013 | 31,8 2010 | 26,9 2021 | 22,6 1993  | 15,2 1994  | 35,7 2018  |
| Ensoleillement (h)                               | 174,9      | 178,3      | 202,7      | 207,2     | 232,9     | 192,7    | 143,8     | 141,7     | 147,4     | 178,7     | 159,6      | 169,8      | 2 129,7    |
| Précipitations (mm)                              | 26,6       | 28,8       | 54,8       | 85,8      | 90,2      | 140,4    | 274,2     | 278,7     | 198,4     | 65,5      | 45,2       | 19,4       | 1 308      |
| Nombre de jours avec précipitations              | 7,2        | 6,5        | 9,9        | 9,5       | 9         | 11,2     | 16,3      | 16        | 12        | 7,2       | 8,1        | 6,2        | 119,1      |
| dont nombre de jours avec précipitations ≥ 10 mm | 0,8        | 0,9        | 2          | 2,7       | 2,5       | 3,8      | 6,7       | 6,5       | 4,4       | 1,7       | 1,3        | 0,5        | 33,8       |
| Humidité relative (%)                            | 59,1       | 58,4       | 59,2       | 55,4      | 59,4      | 71,2     | 78,3      | 79,9      | 79,3      | 70,5      | 63,6       | 58,4       | 66,1       |

| Diagramme climatique                                  |             |             |             |             |             |               |             |               |           |             |           |
| J                                                     | F           | M           | A           | M           | J           | J             | A           | S             | O         | N           | D         |
| 0,7−9,626,6                                           | 3,1−7,828,8 | 7,9−2,954,8 | 15,12,985,8 | 20,88,490,2 | 2412,9140,4 | 25,917,7274,2 | 2617,7278,7 | 21,511,7198,4 | 16,8565,5 | 9,9−0,945,2 | 3−7,119,4 |
| Moyennes : • Temp. maxi et mini °C • Précipitation mm |             |             |             |             |             |               |             |               |           |             |           |

## Transport

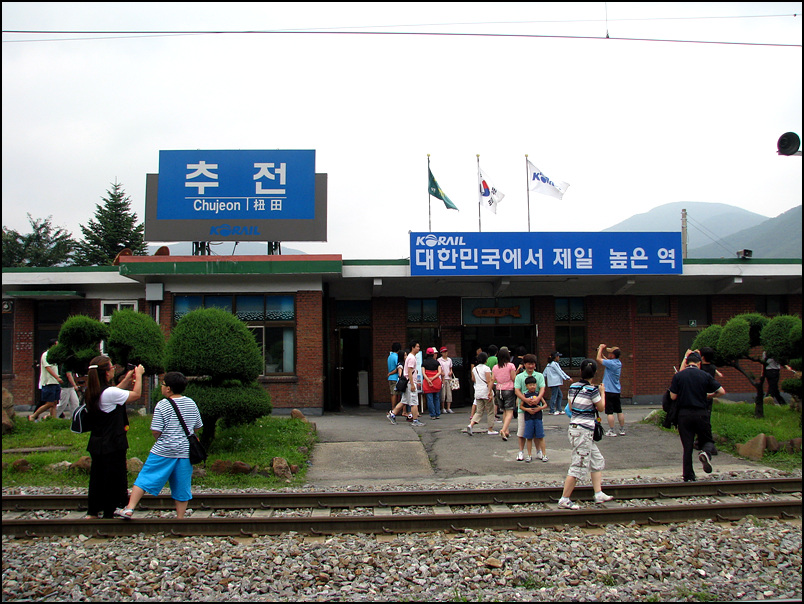
La gare de Chujeon

Taebaek est accessible par le rail suivant les lignes Yeongdong et Taebaek, construites à partir de 1940 pour faciliter le transport du charbon. La  ligne Taebaek doit traverser un terrain montagneux et comprend donc quelques records nationaux : le tunnel de Jeongam a longtemps été le plus long (4505 m), la gare de Chujeon est la plus haute en altitude (855 m) et la ligne a été la première à être électrifiée (1974-1975).

## Projets
A l'horizon 2020, la ville a prévu de créer 42 000 nouveaux emplois, de développer l'industrie des sports et du tourisme et de construire un centre de loisirs (288 milliards de wons) ainsi qu'un parc thématique concernant la sécurité nationale (250 milliards de wons). Un musée du paléozoïque est également prévu (20 milliards de wons),.
La production d'énergie reste un grand thème. Après la fin du charbon, un complexe d'éoliennes est en développement. Commencé avec 8 turbines sur le mont Maebong en 2003, il va être complété par des installations à Gwenemigol et sur le Hambaeksan.

## Sites particuliers

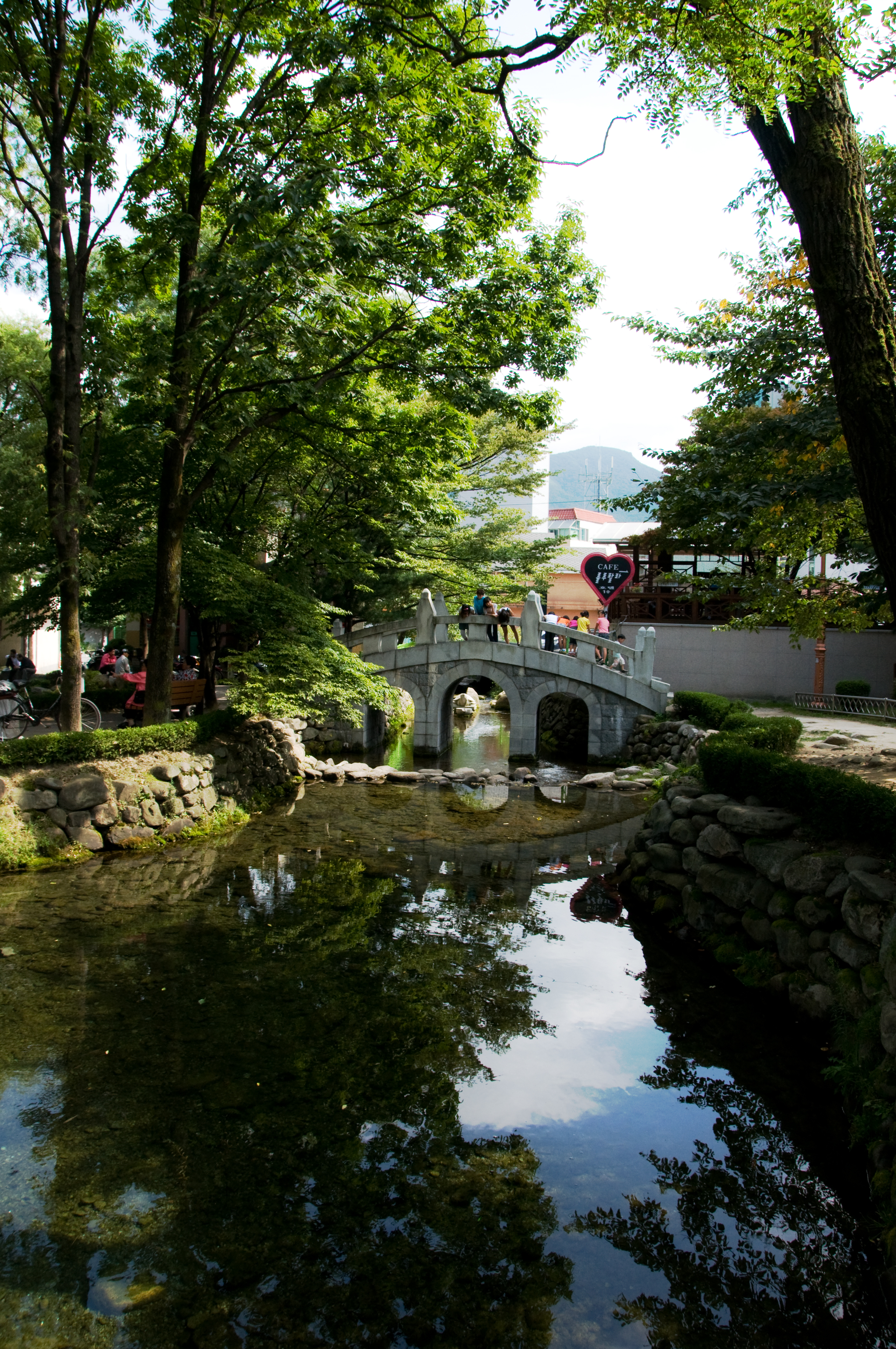
La source du Nakdong

- Geomryeongso, la source du fleuve Han. C'est une fontaine vauclusienne possédant un débit de 2000 à 3000 m³/jour[12].
- L'étang de Hwangji. Situé au centre-ville de Taebaek, c'est la source du Nakdong. L'étang consiste en fait de trois bassins, le supérieur, le moyen et l'inférieur et assure un débit de 5000 m³/jour[13].
- Samsuryeong, le point de partage des eaux. Sur la route de Samcheok, à 920 mètres d'altitude, un monument marque l'endroit où les deux principales lignes de partage des eaux se rejoignent. De ce point, une partie des eaux descend vers la mer Jaune en suivant le fleuve Han, une autre rejoint le détroit de Corée par le Nakdong et le reste tombe dans la mer du Japon par l'intermédiaire de l'Osip, un torrent côtier[14].
- La grotte de Yongyeon. Longue de 843 mètres, elle comprend une vaste salle de 50 mètres de large[15].
- Woldongul, un gouffre formé dans du calcaire vieux de 500 millions d'années.  Il finit sur un petit lac possédant une stalagmite haute de huit mètres en son centre[16].
- La cascade de Yeonhwa. Haute de 48,9 mètres et large de 10, elle a été créée pour donner à Taebaek une image de ville respirant la vie. Elle fonctionne de 11 à 19 h en semaine et de 9 à 21 h le weekend[17].
- La pagode à trois étages de Beonjeokam, le seul monument existant encore parmi les ermitages du mont Hambaek. Certains indices laissent penser qu'elle daterait de la fin de la période de Silla (Xe siècle)[16].
- L'entrepôt de charbon de la gare de Cheolam. Il était équipé pour le triage du charbon[16].
- Le musée du charbon, il présente l'histoire de l'industrie coréenne du charbon[18].

## Fêtes

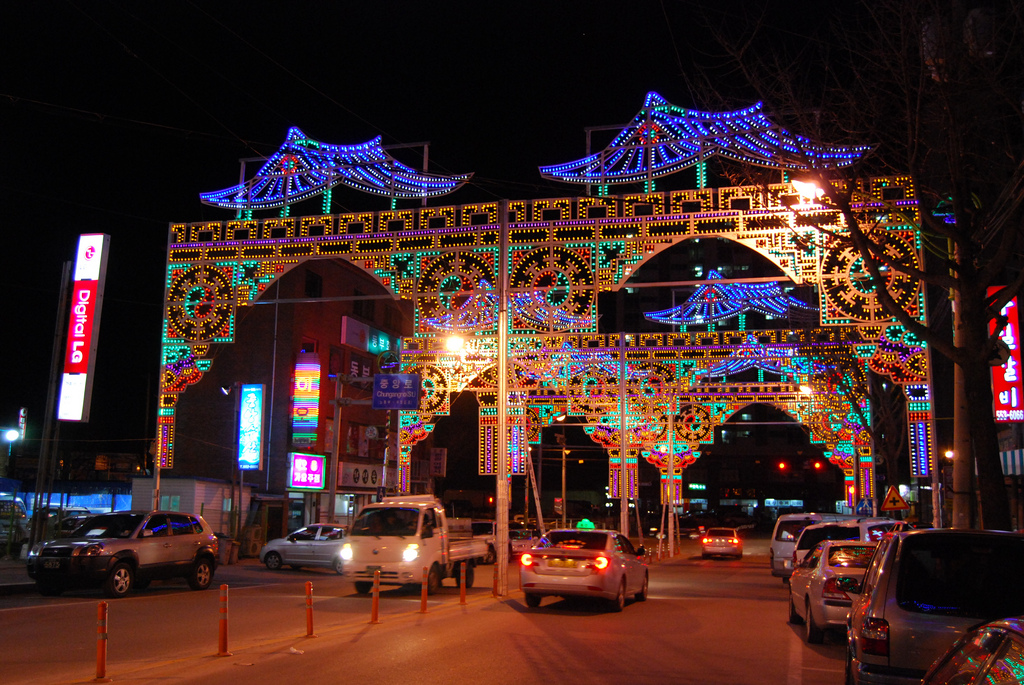
Les illuminations du festival de la neige de Taebaek

La ville organise des festivals tout au long de l'année. Celle-ci commence avec le festival du soleil levant pour admirer le premier lever de soleil de l'année au sommet du mont Taebaek. Elle continue fin janvier avec le festival de la neige et ses sculptures. Le Taebaekje se tient le 3 octobre le jour de la fête de la fondation du peuple coréen. À côté de cérémonies rituelles chamaniques, il propose des compétitions culturelles traditionnelles et sportives.
Les championnats du monde d'escrime juniors ont eu lieu à Taebaek en 2006.

## Personnages liés à Taebaek
Le moine bouddhiste Jajang (590-658) a fondé Manggyeongsa, un temple situé près du sommet du Taebaeksan.
Nés à Taebaek :
- Hwanung (vers 2400 av. J.-C.), personnage légendaire père du fondateur du royaume de Gojoseon. Plus souvent, c'est le mont Paektu qui est considéré comme son lieu d'arrivée sur terre.
- Lee Eul-yong (1975-), footballeur.
- Bae Hyo-sung (1982-), footballeur.
- Han Sang-woon (1986-), footballeur.